# 和買
和買（わばい）とは、中世中国において、政府が人民に対して合意に基づいた価格で現銭で物資を非強制的に買い上げること。米の買上は特に和糴と称し、「和買」と称する場合には絹や秣などのそれ以外の物資の買上をさす場合が多い。
その嚆矢は戦国時代から前漢にかけてに見られるが、本格化するのは中唐の開元25年（737年）頃の事と見られている。この背景には財政規模の拡大と貨幣・金銀・軽貨などの非穀物による租税納付の増加などがあった。安史の乱や続く西北の吐蕃・回紇や北方の契丹に対抗するために辺境周辺部である関中などから民間が持つ食料や馬糧を買い上げて辺境の部隊に送る仕組が作られた。
宋代に入ると、絹の預買制度が成立した。これは、農民の生活が最も苦しい春に生活資金を貸し出し、夏の蚕織の時期に絹の納付の形で返済し、貸し出した資金はその代金として相殺される仕組であった。また、単純に適正価格で絹などの物資を和買することで生活資金の安定を図ることも行われた。だが、北宋後期から南宋に入ると、本来の趣旨であった市場の相場あるいはそれに近い価格で買い上げるという原則が失われ、政府が合意のないままに安値で強制的に買い上げたり、交子などの為替・証券類で支払を行ったりするようになり、最悪の場合には無償で強制的に買い上げるという実質租税と変わりの無いことまで行われて、農村部を中心に民衆の窮乏化と破産化を深刻なものとした。